# Peter Thomsen
Peter Thomsen (ur. 4 kwietnia 1961) – niemiecki jeździec sportowy. Dwukrotny złoty medalista olimpijski.

## Kariera sportowa
Startuje we Wszechstronnym Konkursie Konia Wierzchowego. Brał udział w trzech igrzyskach (IO 96, IO 08, IO 12), na dwóch zdobywał złote medale - triumfował w rywalizacji drużynowej w 2008 (na koniu The Ghost of Hamish) i w 2012 (na koniu Barny). W drużynie był brązowym medalista mistrzostw świata w 1994 i srebrnym mistrzostw Europy w 1999.